# Улица Карейвью (Рига)
Улица Ка́рейвью (Kareivju iela — с латыш. — «Солдатская») — улица в Риге, в Видземском предместье, в историческом районе Браса. Проходит от улицы Кришьяня Валдемара до улицы Хоспиталю. С другими улицами не пересекается.
Длина улицы — 156 метров. На всём протяжении покрыта булыжником. Движение по улице одностороннее (в сторону улицы Хоспиталю). Общественный транспорт по улице не курсирует.

## История
Улица Карейвью впервые упоминается в городских адресных книгах в 1861 году под названием Офицерская (латыш. Oficieru iela, нем. Offizierstrasse). Современное название носит с 7 августа 1924 года; оно обусловлено близостью улицы к военному госпиталю и солдатским казармам. Других переименований улицы не было.